# Frevo Mulher
Frevo Mulher é o segundo álbum da cantora e compositora brasileira Amelinha, gravado em 1978, porém lançado apenas em 1979 pela gravadora CBS. Conta com a participação de grandes nomes da música brasileira, alguns já consagrados e outros emergentes na época, como Bezerra da Silva, Cátia de França, Chico Batera, Dominguinhos, Elba Ramalho, Fagner, Geraldo Azevedo, Wilson das Neves, Zé Ramalho e entre vários outros. Além da popular faixa-título, destaca-se também as faixas "Galope Razante", "Santa Tereza", "Dia Branco" e "Coito das Araras".
O LP vendeu aproximadamente 176 mil cópias, rendendo o primeiro disco de ouro da cantora. De acordo com o Jornal do Brasil, em abril de 1980, com um ano de lançamento, o LP já havia vendido 118 mil cópias.
O álbum é crucial na carreira da artista, pois lhe rendeu reconhecimento nacional. Contrasta bastante com seu primeiro trabalho, Flor da Paisagem, por que aqui, Amelinha mostra um repertório vasto – apesar de ser mais "folclórico" que o anterior – com uma maior gama de compositores, além de ser bem mais agitado e alegre, um elemento que iria ser recorrente no resto de sua carreira. Numa entrevista feita por Valdir Moura, publicada pela Revista Música em agosto de 1979, Amelinha descreve seu disco como: "[...] é resultado de muita luta, exercício, vida. Tem muito haver com meu momento atual. É o desabrochar para as coisas. Disco de som muito alegre, grande variação, pé no chão e suor, daí o título".
O experimentalismo é notável na obra, pois além dos ritmos tradicionais nordestinos e temas folclóricos bem marcados, apresenta notória influência de músicas internacionais, como o pop e o rock, tudo isso combinando com uma mistura de instrumentos e arranjos eruditos, populares e tradicionais. As letras remetem a um nordeste místico reinventado, "moderno", onde o surrealismo e sentimentalismo são bem presentes. Essa fórmula também aparece em outros álbuns do mesmo período, especialmente entre artistas nordestinos contratados pela CBS, repetindo um certo padrão de músicos como em Ave de Prata, 20 Palavras ao Redor do Sol, A Peleja do Diabo com o Dono do Céu e Bicho de 7 Cabeças, todos também de 1979 e produzidos por Carlos Alberto Sion.

## Capa
A capa mostra Amelinha, com o cabelo volumoso cobrindo parcialmente o rosto, olhando fixamente para frente trajando um vestido multicolorido, enquanto segura as pontas do tecido. Ao fundo em meio a natureza observa-se dois patos, que de acordo com Amelinha, simbolizam o ditado "dois patinhos na lagoa", uma expressão usada para referir-se ao número 22 no bingo. Curiosamente, na época da foto ela estava grávida de três meses do seu primeiro filho, João Ramalho, que nasceu no dia 22 de agosto de 1979. A fotografia foi tirada por Paulo Klein no Lago dos Patos, em Morumbi, São Paulo.

## "A frevo mulher"

### Antecedentes
No final da década de 1970, a música nordestina vivenciava um período de grande visibilidade, com vários artistas da região sendo contratados por diferentes gravadoras, isso acabaria marcando uma "explosão" de música nordestina no mercado fonográfico. Fagner, após o sucesso do seu álbum homônimo de 1976 pela CBS, começou a atuar como uma espécie de consultor informal para a gravadora. Nesse âmbito, em 1977, a partir de Fagner, Amelinha lançava seu álbum de estreia, Flor da Paisagem. Apesar de ter sido muito bem recebido pela crítica especializada e Amelinha ser apontada como uma das revelações daquele ano, o LP não obteve muito sucesso comercial. A partir disso, o diretor artístico da CBS, Jairo Pires, disse para a cantora que agora queria ver um disco de ouro.
Determinada e com um financiamento da gravadora, ela iria viajar para o Rio de Janeiro e se hospedar no Plaza Hotel, onde vários outros artistas da mesma gravadora também estavam hospedados, entre eles estava Zé Ramalho, que acabava de lançar seu primeiro disco solo.
Amelinha, após assistir um show de Ramalho ficou encantada por aquele som totalmente fora de curva e lirismo místico, logo solicitou uma composição exclusiva, e a encomenda foi entregue com "Galope Razante". Porém a composição não havia sido a única, "Frevo Mulher" também foi composta, e não apenas feita para ela mas também totalmente inspirada nela: a musa da obra. Inicialmente Zé Ramalho ficou relutante para apresentar a composição para Amelinha, já que seu disco de estreia possuía músicas muito calmas, lentas, bem diferente daquele "frevo-rasgado". Porém, posteriormente Geraldo Azevedo acabou mostrando no violão a canção para Amelinha, que acabou encaixando-se perfeitamente no seu repertório e estilo.
Esses eventos não marcariam apenas uma parceria musical, mas também pessoal, já que Amelinha e Zé Ramalho casaram-se e ficariam juntos de 1978 até 1983, num relacionamento que deu fruto a dois filhos.
"Frevo Mulher" iria ser apresentada pela primeira vez para o público ainda em meados de 1978 no show "Avôhai" de Zé Ramalho, realizado no Teatro Célia em São Paulo, onde Amelinha fazia uma participação especial interpretando a canção.

### Popularidade e legado
Inicialmente a gravadora acreditava que o LP não iria fazer sucesso, mas logo "Frevo Mulher" começou a ser executada nas rádios emplacando primeiro lugar tanto em AM quanto FM, então passou a ser tocada em discotecas, aeróbicas e festas. Isso acabou repercutindo Amelinha como uma das intérpretes mais requisitadas do show-business brasileiro da época, e consagrou Zé Ramalho como um compositor de sucessos. Em pouco tempo a música se tornou praticamente uma marca dos dois. Por exemplo, no dia 31 de maio de 1980 Amelinha e Ramalho iriam reunir 60 mil pessoas numa apresentação gratuita no Parque Ibirapuera, e o público inquieto desde o início do show requisitava "Frevo Mulher". A canção acabou nomeando a primeira turnê de ambos os artistas, ocorrida no início de 1980.
Por ser uma mistura interessante de frevo-forró com um andamento frenético, se tornou popular principalmente durante as comemorações juninas (São João) e carnavalescas. Com o passar dos anos recebeu inúmeras regravações e versões dos artistas mais variados possíveis. Assim, entrou para a lista das dez músicas mais tocadas na história do carnaval de Pernambuco, e mesmo após mais de quatro décadas desde seu lançamento, sempre marca presença nessas festividades. A consagração como hit carnavalesco talvez tenha ocorrido após a apresentação da canção pelo cantor Bell Marques no carnaval baiano de 1980, antes mesmo da banda passar a se chamar Chiclete com Banana. Fato que impulsionou mais ainda a gravação original de Amelinha, competindo com o carro-chefe de carnaval daquele ano: "Balancê" da Gal Costa.
O maior elogio provavelmente veio de Caetano Veloso, que afirmou que a música mudou para sempre o carnaval da Bahia.
Um compacto simples de divulgação foi produzido contendo a gravação de Amelinha e também a versão de Zé Ramalho (que está presente no álbum A Peleja do Diabo com o Dono do Céu).

### Videoclipe
No final de 1979, "Frevo Mulher" chegou a ter um videoclipe produzido pelo programa Fantástico, da TV Globo, exibido em 13 de janeiro de 1980. O vídeo mostra Amelinha em meio ao sertão usando o mesmo figurino da capa do álbum, mas aqui com uma testeira brilhante e braceletes coloridos, intercalando com imagens de um pau-de-arara, enquanto várias pessoas embarcam no transporte. Foi gravado na caatinga fluminense e teve a participação do filho da Marinês tocando sanfona em um dos takes.

## Informações das faixas
O lado A inicia-se com a supracitada "Frevo Mulher". Seguida por "Santa Tereza", uma clara homenagem de Fagner e Abel Silva ao bairro carioca homônimo, onde muitos artistas residiam na época (como o próprio Fagner). É uma faixa que possui uma sonoridade bastante latina, principalmente pela participação do grupo Tacuabê.
"Dia Branco", de Geraldo Azevedo e Renato Rocha, ganha uma nova roupagem como uma balada com solos de guitarra, foi a primeira composição a ser incluída no disco, escolhida por Amelinha após ter ido assistir um show de Geraldo Azevedo. A próxima faixa é "Galope Razante", um galope à beira-mar acentuadamente psicodélico e esotérico, foi a primeira canção que Zé Ramalho dedicou para Amelinha, onde alguns versos remetem a mesma. O rock progressista "Divindade" intensifica o clima lisérgico da faixa anterior, foi apresentado para a Amelinha após uma ligação feita pelo Walter Franco durante a madrugada, ainda hospedados no Plaza Hotel.
"Que Me Venha Esse Homem", um poema de Bruna Lombardi musicado por David Tygel, abre o lado B, é provavelmente a faixa mais polêmica e intensa, por falar do desejo sexual feminino ainda numa época conservadora, intensificada pela interpretação de Amelinha.
Cátia de França fazia parte da banda que acompanhava Zé Ramalho nos shows, contribuindo com o baião surrealista "Coito das Araras", uma composição fortemente inspirada na literatura de Guimarães Rosa, característico da autora. "Dez Mil Dias", de Paulo Machado, e "Noites de Cetim", de Herman Torres e Sérgio Natureza, está última com participação do grupo Bendegó, inciam temas sobre filosofias pessoais, onde a interpretação de Amelinha em cima do eu-lírico parece refletir sobre sua vivência passada.
O LP é encerrado com "Pedaço de Canção", um rock de Moraes Moreira e Fausto Nilo, falando sobre a importância das rádios e músicas no interior, faixa que contou com a participação especial da banda O Terço.

## Lista de faixas
| Lado A |                  |                              |         |  |
| N.º    | Título           | Compositor(es)               | Duração |  |
| 1.     | "Frevo Mulher"   | Zé Ramalho                   | 4:01    |  |
| 2.     | "Santa Tereza"   | Abel Silva Fagner            | 2:30    |  |
| 3.     | "Dia Branco"     | Geraldo Azevedo Renato Rocha | 4:21    |  |
| 4.     | "Galope Razante" | Zé Ramalho                   | 4:20    |  |
| 5.     | "Divindade"      | Walter Franco                | 3:20    |  |

| Lado B         |                           |                               |         |  |
| N.º            | Título                    | Compositor(es)                | Duração |  |
| 6.             | "Que Me Venha Esse Homem" | Bruna Lombardi David Tygel    | 3:50    |  |
| 7.             | "Coito das Araras"        | Cátia de França               | 4:20    |  |
| 8.             | "Dez Mil Dias"            | Paulo Machado                 | 3:42    |  |
| 9.             | "Noites de Cetim"         | Herman Torres Sérgio Natureza | 2:50    |  |
| 10.            | "Pedaço de Canção"        | Moraes Moreira Fausto Nilo    | 2:16    |  |
| Duração total: | Duração total:            | Duração total:                | 35:31   |  |

## Créditos
Todas as informações foram retiradas do encarte de Frevo Mulher (CBS - 138063) e transcritas por Klaudia Alvarez.

### Ficha técnica
- Direção artística – Jairo Pires;

- Direção de produção – Carlos Alberto Sion;

- Direção de estúdio – Carlos Alberto Sion;

- Produção musical – Carlos Alberto Sion;

- Técnico de gravação – Carlos Signorelli;

- Auxiliares – Gilberto Peninha e Silvino Xavier;

- Mixagem – Carlos Signorelli e Eugênio Carvalho;

- Montagem – Alencar.

### Artes
- Design e fotos – Paulo Klein;

- Arte – Carlos Enrique M. de Lacerda;

- Direção de arte – Géu.

### Músicos
- Amelinha – vocais (todas as faixas);

- Zé Ramalho – arranjos de base (1, 4, 5 e 7), violão ovation (1 e 4), violão de doze cordas (3), solo de violas de dez cordas (4 e 7), guitarra base (5);

- Geraldo Azevedo – arranjos de base (2, 3 e 9), violões (1, 2 e 10), viola de dez cordas (3 e 8), viola de aço de seis cordas (9) e coro (5);

- Dominguinhos – sanfona (1 e 2);

- Novelli – baixo (1 e 2);

- Wilson das Neves – percussão (1);

- Zé Leal – triângulo (1);

- Geraldo Gomes – triângulo (1);

- Borel – zabumba (1);

- Fagner – violão ovation (2 e 6), arranjos de base (2);

- Copinha – flautim (2);

- Pippo Spera – viola charango (2);

- Eduardo Marquez – baixo (2);

- Pato Rovés – solo de violão (2);

- Luiz Carlini – guitarra (3, 5 e 8);

- Jorge Barreto – piano (3);

- Paulo Machado – sintetizadores (3 e 5), órgão (4), piano (7, 8 e 9), celesta (8), arranjos (8 e 10), arranjos de coro (3), arranjos de corda (4, 7 e 9);

- Picolé – bateria (3);

- Elba Ramalho – coro (3, 5 e 10);

- Mônica Schmidt – coro (3, 5 e 10);

- Lizzie Bravo – coro (3, 5 e 10);

- Pedro Osmar – viola de dez cordas (4);

- Chico Julien – baixo (4 e 8);

- Elber Bedaque – pedal (4), bateria (7);

- Bezerra da Silva – zabumba (4);

- Sérgio Boré – congas e maracas (4 e 7);

- Cátia de França – acordeon (4), coro (5);

- Waldemar Falcão – flauta (4 e 8);

- José Alves da Silva – violino (4, 7, 8, 9 e 10);

- Watson Clis – violoncelo (4, 7, 8, 9 e 10);

- Frederic Stephany – viola (4, 7, 8 e 10), violoncelo (9);

- Pedro Lima – guitarra solo (5);

- Arnaldo Brandão – baixo (5);

- Chico Batera – cincerro (5), congas (7) e percussão (9);

- Gustavo Schroeter – bateria (5);

- Paulo Moura – sax alto (5);

- Oberdan Magalhães – sax soprano (5);

- Barrosinho – pistom (5);

- Lúcio José da Silva – trombone (5);

- Walter Franco – coro (5);

- David Tygel – violão (6);

- Paulo César Barros – baixo (7);

- Lourenço Baeta – flautas (7);

- Jorge Faini – violinos (7, 8, 9 e 10);

- Rui Motta – bateria (8);

- Gereba – viola de dez cordas (9);

- Capenga – baixo e bandolim (9);

- Bendegó – arranjos de base (9);

- César das Mercês – viola (10);

- Ivo de Carvalho – guitarra (10);

- Sérgio Magrão – baixo (10);

- Luiz Moreno – bateria (10);

- Sérgio Sznelwar – piano elétrico e acústico (10);

- Ana Varela – coro (10).